# Coupe d'Afrique du Nord de football 1948-1949
Navigation
Édition précédente Édition suivante
La Coupe des coupes de l'ULNA 1948-1949 (officiellement la Coupe d'Afrique du Nord de football 1948-1949) est la 13e édition du tournoi de la 2e plus importante compétition nord-africaine de clubs et la 3e édition dans le format actuel de la Coupe d'Afrique du Nord de football.
Elle oppose les 200 équipes de tous les clubs nord-africains qui se sont tous membres des cinq fédérations membres de l'ULNA.
La finale se déroule au Stade Philip, à Casablanca, au Maroc le 15 mai 1949 où Wydad AC a battu US Athlétique sur le score de 2-1, remportant ainsi son 1er de son histoire.

## Parcours LMFA-Maroc

### Premier tour[1]
|    | Date            | Club              | Score | Club         | Lieu           |
| -- | --------------- | ----------------- | ----- | ------------ | -------------- |
| 1  | 31 octobre 1948 | ASP Casablanca    | 2 - 0 | CS Oukacha   | Casablanca     |
| 2  |                 | CA Berrechid      | 5 - 0 | AS Ben-Ahmed | Berrechid      |
| 3  |                 | RS Settat         | 3 - 1 | CGM          | Settat         |
| 4  |                 | OC Louis-Gentille | 1 - 3 | AS Souirah   | Louis-Gentille |
| 5  |                 | AS Salé           | 2 - 1 | Jérada OSR   | Salé           |
| 6  |                 | FS Rabat          | 3 - 0 | CA Slaoui    | Rabat          |
| 7  |                 | AS Souk-El-Arbaa  | 4 - 2 | RC Oued-Zem  | Souk-El-Arbaa  |
| 8  |                 | Kénitra AC        | 1 - 0 | Rachad CM    | Port-lyautey   |
| 9  |                 | ASP Meknès        | 2 - 1 | ASI Meknès   | Meknès         |
| 10 |                 | ASP Fès           | 1 - 1 | Maghreb AS   | Fès            |
| 11 |                 | US Ifrane         | 0 - 1 | CO Sefrou    | Ifrane         |

### Deuxième tour[2]
|    | Date             | Club          | Score   | Club              | Lieu          |
| -- | ---------------- | ------------- | ------- | ----------------- | ------------- |
| 1  | 14 novembre 1948 | Racing AC     | 4 - 0   | RS Settat         | Casablanca    |
| 2  |                  | CO Casablanca | 2 - 8   | US Marocaine      | Casablanca    |
| 3  |                  | FS Rabat      | 0 - 2   | CA Port-lyautey   | Rabat         |
| 4  |                  | AS Salé       | 0 - 2   | CS Marocain       | Salé          |
| 5  |                  | Kénitra AC    | 0 - 2   | ASPTT Casa        | Kénitra       |
| 6  |                  | AS Ouezzane   | forfait | AS Rabat          | Ouezzane      |
| 7  |                  | AS Gharb      | 1 - 2   | MS Rabat          | Gharb         |
| 8  |                  | US Petitjean  | 2 - 1   | Idéal CM          | Petitjean     |
| 9  |                  | ASP Meknès    | 2 - 5   | Fath US           | Meknès        |
| 10 |                  | ASA Taoujdate | 0 - 9   | US Fès            | Ain Taoujdate |
| 11 |                  | Maghreb AS    | 1 - 4   | USD Meknès        | Fès           |
| 12 |                  | AS Tizi       | 0 - 8   | MC Oujda          | Demnate       |
| 13 |                  | US Oujda      | 2 - 1   | SC Taza           | Oujda         |
| 14 |                  | AS Berkane    | 2 - 3   | AS Tanger-Fès     | Berkane       |
| 15 |                  | US Khénifra   | 1 - 4   | Wydad AC          | Khénifra      |
| 16 |                  | OC Khouribga  | 0 - 0   | CG Maârif         | Khouribga     |
| 17 |                  | RC Oued-Zem   | 4 - 3   | ASP Casablanca    | Oued-Zem      |
| 18 |                  | RS Settat     | 0 - 6   | SCC Roches Noires | Settat        |
| 19 |                  | CA Berrechid  | 1 - 2   | Fédala SC         | Berrechid     |
| 20 |                  | AS Marrakech  | 9 - 0   | AS Inezgane       | Marrakech     |
| 21 |                  | AS Aïoun      | 1 - 3   | SA Marrakech      | Laâyoune      |
| 22 |                  | US Safi       | 2 - 2   | KAC Marrakech     | Safi          |
| 23 |                  | ASS Mogador   | 0 - 9   | SC Mazagan        | Mogador       |

### Troisième tour
|    | Date            | Club          | Score     | Club              | Lieu       |
| -- | --------------- | ------------- | --------- | ----------------- | ---------- |
| 1  | 5 décembre 1948 | US Marocaine  | 3 - 1     | GS Maârif         | Casablanca |
| 2  |                 | ASPTT Casa    | 4 - 1     | RC Oued-Zem       | Casablanca |
| 3  |                 | OM R'bati     | 1 - 0     | SCC Roches Noires | Casablanca |
| 4  |                 | Wydad AC      | 4 - 1     | AS Rabat          | Casablanca |
| 5  |                 | Fédala SC     | 0 - 1 a.p | USD Meknès        | Fédala     |
| 6  |                 | SA Marrakech  | 3 - 0     | SC Taza           | Marrakech  |
| 7  |                 | AS Marrakech  | 1 - 0     | US Petitjean      | Marrakech  |
| 8  |                 | SC Mazagan    | 1 - 0     | US Fès            | Mazagan    |
| 9  |                 | Racing AC     | 1 - 0     | Fath US           | Rabat      |
| 10 |                 | US Safi       | 1 - 0     | Maghreb FR        | Rabat      |
| 11 |                 | AS Tanger-Fès | 3 - 1     | Kénitra AC        | Meknès     |
| 12 |                 | US Oujda      | 0 - 0     | CS Marocain       | Oujda      |

### Quatrième tour
|   | Date | Club | Score | Club | Lieu |
| - | ---- | ---- | ----- | ---- | ---- |
| 1 |      |      | -     |      |      |
| 2 |      |      | -     |      |      |
| 3 |      |      | -     |      |      |
| 4 |      |      | -     |      |      |
| 5 |      |      | -     |      |      |
| 6 |      |      | -     |      |      |

## Parcours LTFA-Tunisie

### Premier tour
|    | Date | Club | Score | Club | Lieu |
| -- | ---- | ---- | ----- | ---- | ---- |
| 1  |      | ...  | -     | ...  |      |
| 2  |      | ...  | -     | ...  |      |
| 3  |      | ...  | -     | ...  |      |
| 4  |      | ...  | -     | ...  |      |
| 5  |      | ...  | -     | ...  |      |
| 6  |      | ...  | -     | ...  |      |
| 7  |      | ...  | -     | ...  |      |
| 8  |      | ...  | -     | ...  |      |
| 9  |      | ...  | -     | ...  |      |
| 10 |      | ...  | -     | ...  |      |
| 11 |      | ...  | -     | ...  |      |
| 12 |      | ...  | -     | ...  |      |
| 13 |      | ...  | -     | ...  |      |
| 14 |      | ...  | -     | ...  |      |
| 15 |      | ...  | -     | ...  |      |
| 16 |      | ...  | -     | ...  |      |

### Deuxième tour
|   | Date | Club | Score | Club | Lieu |
| - | ---- | ---- | ----- | ---- | ---- |
| 1 |      | ...  | -     | ...  |      |
| 2 |      | ...  | -     | ...  |      |
| 3 |      | ...  | -     | ...  |      |
| 4 |      | ...  | -     | ...  |      |
| 5 |      | ...  | -     | ...  |      |
| 6 |      | ...  | -     | ...  |      |

### Troisième tour
|   | Date | Club               | Score | Club | Lieu |
| - | ---- | ------------------ | ----- | ---- | ---- |
| 1 |      | CA Bizerte         | -     | ...  |      |
| 2 |      | Olympique Tunisien | -     | ...  |      |
| 3 |      | CS Hammam Lif      | -     | ...  |      |

## Parcours LAFA-Alger

### Premier tour
Les matchs de Premier tour se sont joués le Dimanche 5 septembre 1948.
|                                   | Club                          | Score       | Club                          | Lieu             |
| --------------------------------- | ----------------------------- | ----------- | ----------------------------- | ---------------- |
| 1                                 | JSM Algérois                  | 2 – 2 (a.p) | ESM Algérois                  | Municipal, Alger |
| 2                                 | O Cap Matifou                 | 4 – 3 (a.p) | US Arba-Sidi Moussa           | Municipal, Alger |
| 3                                 | AS Montpensier                | 2 – 0       | Idéal Club Musulmane Algérois | Municipal, Alger |
| 4                                 | Stade Guyotville              | 10 – 0      | SA Bab-el-Oued                | Municipal, Alger |
| 5                                 | OM Ruisseau                   | 2 – 1       | US Algérois                   | Saint Eugène     |
| 6                                 | Croissant Club Algérois       | 6 – 2       | JS Maison-Blanche             | Hussein Dey      |
| 7                                 | USLTT                         | 3 – 2 (a.p) | SA Belcourt                   | Hussein Dey      |
| 8                                 | GSA Hydra                     | 4 – 2       | ES Ben Aknoun                 | El Biar          |
| 9                                 | NA Hussein Dey                | –           | US Sahel                      | El Biar          |
| 10                                | US Ain Taya                   | 2 – 1       | Alger la Blanche Olympique    | Maison Carré     |
| 11                                | Olympique Côte Turquoise      | 0 – 0       | OM Saoula                     | Fort de l'Eau    |
| 12                                | ASPTT Alger                   | 12 – 0      | AS Réghaia                    | Fort de l'Eau    |
| 13                                | AS Rivet                      | 5 – 1       | Rampe Valée Sportive          | Maison Carré     |
| 14                                | JLC Douéra                    | 2 – 0       | HS Fouka                      | Guyotville       |
| 15                                | Olympique Littoral            | Forfait     | MC Cap-Matifou                | Guyotville       |
| 16                                | ES Ain Taya                   | 6 – 2 (a.p) | CA Paté                       | Hydra            |
| 17                                | US Fort de l'Eau              | 6 – 0       | JS Alma                       | Rouiba           |
| 18                                | OM Saint-Eugène               | 6 – 0       | RC Fondouk                    | Rouiba           |
| 19                                | JS Birtouta                   | 3 – 1       | OM Ford l'Eau                 | Saoula           |
| 20                                | AS Douéra                     | 2 – 1       | JS Birkhadem                  | Chéraga          |
| 21                                | SC Algérois                   | 8 – 0       | O. Fouka                      | Zeralda          |
| 22                                | SCU El Biar                   | 1 – 0       | NC El Affroun                 | Castiglione      |
| 23                                | Mouloudia Club Bouira         | 2 – 1       | ES Zéralda                    | Alma             |
| 24                                | Bouira AC                     | 8 – 4       | RAS Algérois                  | Alma             |
| 25                                | USM Maison Carré              | 6 – 0       | O. Sahel-Cheraga              | Birtouta         |
| 26                                | US Blida                      | 5 – 0       | SS Bouzaréah                  | Boufarik         |
| 27                                | O Médéa                       | 2 – 0       | SC Jardi d'Essai              | Blida            |
| 28                                | JS Rovigo                     | 3 – 1       | OM Ameur El Ain               | Blida            |
| 29                                | SC Médéa                      | 1 – 1       | WR Belcourt                   | Blida            |
| 30                                | USM Marengo                   | 2 – 1       | O Rouiba                      | Blida            |
| 31                                | O Marengo                     | 2 – 0       | O Birkhadem                   | Koléa            |
| 32                                | CA Oued El Alleug             | 2 – 1 (a.p) | AS Trèfle Algérois            | Douéra           |
| 33                                | JS El Biar                    | 5 – 0       | O Affreville                  | Ameu El Ain      |
| 34                                | AS Attaba                     | Forfait     | FCM Algérois                  | Marengo          |
| 35                                | WA Boufarik                   | 7 – 0       | MS Cherchell                  | Marengo          |
| 36                                | AS Orléansville               | 4 – 1       | AS Gouraya                    | Tenes            |
| 37                                | O Tizi-Ouzou                  | Fofait      | FC Saoula                     | Menerville       |
| 38                                | JS Kabylie                    | 14 – 0      | ESM Alma                      | Palestro         |
| 39                                | RC Arba                       | –           | US Aumale                     | Palestro         |
| 40                                | SC Menerville                 | 7 – 0       | US Palestro                   | Issers           |
| 41                                | JSI Issers                    | 8 – 0       | JS Azazga                     | Tizi Ouzou       |
| 42                                | OC Boghari                    | 3 – 1       | RCAFA                         | Médéa            |
| 43                                | Sporting Club Musulmane Blida | Forfait     | RC Chelala                    | Berrouaghia      |
| Match rejoué le 12 septembre 1947 |                               |             |                               |                  |
|                                   | JSM Algérois                  | 4 – 1       | ESM Algérois                  | Saint Eugène     |
|                                   | NA Hussein Dey                | 3 – 1       | US Sahel                      | Saint Eugène     |
|                                   | O Côte Turquoise              | 6 – 0       | OM Saoula                     | Municipal Alger  |
|                                   | WR Belcourt                   | 2 – 1       | SC Médéa                      | Blida            |
|                                   | RC Arba                       | Fofait      | US Aumale                     | Menerville       |

### Deuxième tour
Les matchs de Deuxième tour se sont joués le Dimanche 19 septembre 1948.
|                                   | Club                     | Score       | Club            | Lieu          |
| --------------------------------- | ------------------------ | ----------- | --------------- | ------------- |
| 1                                 | WA Boufarik              | 4 – 0       | US Ain Taya     | Maison Carré  |
| 2                                 | WR Belcourt              | 1 – 0       | GSA Hydra       | El Biar       |
| 3                                 | ASPTT Algérois           | 5 – 0       | CC Algérois     | El Biar       |
| 4                                 | AS Montpensier           | 3 – 2       | JLC Douéra      | Hydra         |
| 5                                 | RC Kouba                 | 3 – 1       | JS El Biar      | Hydra         |
| 6                                 | SCU El Biar              | 2 – 1       | AS Orléansville | Miliana       |
| 7                                 | US Blida                 | 2 – 1 (a.p) | O Médéa         | El Affroun    |
| 8                                 | AS Kouba                 | 3 – 0       | ES Ain Taya     | Fort de l'Eau |
| 9                                 | US Fort de l'Eau         | 1 – 1       | JS Kabylie      | Menerville    |
| 10                                | Stade Guyotville         | 10 – 0      | Bouira AC       | Ménerville    |
| 11                                | ES Cherchell             | 1 – 1 (a.p) | NA Hussein Dey  | Castiglione   |
| 12                                | O Tizi-Ouzou             | 3 – 2 (a.p) | SC Menerville   | Issers        |
| 13                                | AS Rivet                 | 9 – 1       | O Cap Matifou   | Rouiba        |
| 14                                | SC Algérois              | 2 – 0       | JSI Issers      | Rouiba        |
| 15                                | O Marengo                | 10 – 3      | GS Rovigo       | Boufarik      |
| 16                                | USM Maison-Carré         | 3 – 0       | SCM Blida       | Boufarik      |
| 17                                | Olympique Littoral       | 4 – 1       | OM Ruisseau     | Guyotville    |
| 18                                | Olympique Côte Turquoise | 2 – 1       | JS Birtouta     | Douéra        |
| 19                                | USM Alger                | 2 – 0       | JSM Algérois    | Consolation   |
| 20                                | USMM Marengo             | 2 – 1 (a.p) | USLTT           | Birtouta      |
| 21                                | AS Douéra                | 6 – 2       | OC Boghari      | Médéa         |
| 22                                | OM Saint-Eugène          | 2 – 0       | AS Attatba      | Zeralda       |
| Match rejoué le 26 septembre 1948 |                          |             |                 |               |
|                                   | US Fort de l'Eau         | 5 – 4       | JS Kabylie      | Maison Carré  |
|                                   | RC Arba                  | 1 – 0       | MC Bouira       | Palestro      |

### Troisième tour
Les matchs de Troisième tour se sont joués le Dimanche 3 octobre 1948.
|                                 | Club             | Score       | Club             | Lieu          |
| ------------------------------- | ---------------- | ----------- | ---------------- | ------------- |
| 1                               | WR Belcourt      | 2 – 1       | AS Douéra        | El Biar       |
| 2                               | OM Saint-Eugène  | 1 – 0       | AS Montpensier   | El Biar       |
| 3                               | SC Algérois      | 2 – 2 (a.p) | RC Kouba         | Hydra         |
| 4                               | US Fort de l'Eau | 2 – 1       | WA Boufarik      | Maison Carré  |
| 5                               | Stade Guyotville | 4 – 3       | SCU El Biar      | Maison Carré  |
| 6                               | AS Rivet         | 1 – 0       | ASPTT Algérois   | Fort de l'Eau |
| 7                               | US Blida         | 2 – 1       | O Côté Turquoise | Birtouta      |
| 8                               | O Littoral       | 5 – 1       | RC Arba          | Rouiba        |
| 9                               | USM Marengo      | 1 – 1 (a.p) | USM Maison Carré | Castiglione   |
| 10                              | SC Affreville    | –           | USM Alger        | Blida         |
| 11                              | O Tizi-Ouzou     | Forfait     | SC Ménerville    | Issers        |
| 12                              | O Marengo        | 2 – 1       | AS Kouba         | Zeralda       |
| Match rejoué le 10 octobre 1948 |                  |             |                  |               |
|                                 | SC Algérois      | 1 – 0       | RC Kouba         | El Biar       |
|                                 | O Tizi-Ouzou     | 3 – 0       | ECS Cherchell    | El Biar       |
|                                 | USM Maison Carré | 2 – 1       | USM Marengo      | Blida         |

### Quatrième tour
Les matchs de Quatrième tour se sont joués le Dimanche 17 octobre 1948.
|    | Club                    | Score       | Club               | Lieu         |
| -- | ----------------------- | ----------- | ------------------ | ------------ |
| 1  | MC Alger                | 6 – 0       | WR Belcourt        | Saint Eugène |
| 2  | AS Saint-Eugène         | 3 – 0       | USM Alger          | Saint Eugène |
| 3  | Olympique d'Hussein-Dey | 3 – 0       | USM Maison Carré   | Saint Eugène |
| 4  | RS Alger                | 3 – 1       | US Fort de l'Eau   | Hussein Dey  |
| 5  | RU Alger                | 1 – 0       | AS Rivet           | Maison Carré |
| 6  | OM Saint-Eugène         | 3 – 1       | AS Boufarik        | Maison Carré |
| 7  | FC Blida                | 2 – 1       | SC Algérois        | Boufarik     |
| 8  | GS Alger                | 2 – 0       | US Blida           | Boufarik     |
| 9  | USM Blida               | 2 – 0       | Olympique Littoral | Guyotville   |
| 10 | O Marengo               | 2 – 1 (a.p) | US Ouest Mitidja   | Blida        |
| 11 | Stade Guyotville        | 3 – 2       | GS Orléansville    | El Affroun   |
| 12 | RC Maison Carré         | 1 – 0       | O Tizi-Ouzou       | Issers       |

### Cinquième tour
Les matchs de Cinquième tour se sont joués le Dimanche 7 novembre 1948.
|            | Club                    | Score       | Club             | Lieu         |
| ---------- | ----------------------- | ----------- | ---------------- | ------------ |
| 1          | OM Saint-Eugène         | 1 – 0       | RU Alger         | Alger        |
| 2          | RS Alger                | 1 – 0 (a.p) | AS Saint-Eugène  | Saint Eugène |
| 3          | GS Alger                | 2 – 0       | MC Alger         | Hussein Dey  |
| 4          | O Marengo               | 2 – 1       | RC Maison Carré  | Boufarik     |
| 5          | USM Blida               | 2 – 1       | FC Blida         | Blida        |
| Match joué |                         |             |                  |              |
| 6          | Olympique d'Hussein-Dey | –           | Stade Guyotville |              |

### Sixième tour
Les matchs de Quarts de finale se sont joués le Dimanche 5 décembre 1948.
|   | Club                    | Score       | Club            | Buteurs                              | Lieu         |
| - | ----------------------- | ----------- | --------------- | ------------------------------------ | ------------ |
| 1 | RS Alger                | 5 – 3 (a.p) | USM Blida       | ... / Yahia , Mahieddine , Benelfoul | Saint Eugène |
| 2 | GS Alger                | 5 – 1       | OM Saint-Eugène |                                      | Alger        |
| 3 | Olympique d'Hussein-Dey | 2 – 0       | O Marengo       |                                      | Blida        |

## Parcours LOFA-Oran

### Premier tour
- le 5 septembre 1948 [5],[6]:

|   | Date              | Club                          | Score | Club                         | Lieu                 |
| - | ----------------- | ----------------------------- | ----- | ---------------------------- | -------------------- |
| 1 | Dimanche à 14h000 | Saint Charles Sportif Oranais | -     | US Arzew                     | Stade JSSE /Oran     |
| 2 | Dimanche à 14h000 | Rail Club Oranais             | -     | SSEP Mascara                 | Stade JSSE /Oran     |
| 3 |                   | SSEP Marnia                   | 2 - 0 | Jeunesse Sportive Mostaganem | Mostaganem           |
| 4 |                   | MC Saida                      | 1 - 0 | Mouloudia Club Saint-Lucien  | Reffas 85' (à Saida) |
| 5 |                   | ES Tlemcen                    | 7 - 2 | US Arsenal Oranais           | Tlemcen              |
| 6 |                   | JSM Tlemcen                   | 8 - 0 | ES El-Ançor                  | Tlemcen              |

### Deuxième tour
- le 26 septembre 1948 [7]:

|   | Date              | Club        | Score  | Club                 | Lieu                                           |
| - | ----------------- | ----------- | ------ | -------------------- | ---------------------------------------------- |
| 1 | 26 septembre 1948 | GC Mascara  | 20 - 0 | US Hammam Bou Hadjar | Mascara                                        |
| 2 | à 14h00           | EM Oran     | 4 - 2  | US Manutention       | Stade Follana-Font /Oran                       |
| 3 | à 15h30           | JS Plateau  | 1 - 0  | Rail Club Oranais    | Stade Follana-Font /Oran (Partie non terminé ) |
| 4 |                   | JS Er-Rahel | 4 - 2  | US Bou Sfer          | Er-Rahel                                       |
| 5 |                   | JSM Tlemcen | 8 - 1  | SSEP Maghnia         | Municipal / Tlemcen                            |

### Troisième tour
- le 17 octobre 1948 [9]:

|    | Date | Club                         | Score       | Club               | Lieu               |
| -- | ---- | ---------------------------- | ----------- | ------------------ | ------------------ |
| 1  |      | Saint-Louis Sportive Oranais | 1 - 0       | JS Plateau         | Oran               |
| 2  |      | Perrégaux GS                 | 4 - 3       | MC Oran            | Oran               |
| 3  |      | EM Oran                      | 1 - 0       | SC Choupot         | Mars-El-Kebir      |
| 4  |      | JSM Tiaret                   | 2 - 2       | JS Saint-Eugène    | Tiaret             |
| 5  |      | SC Sigois                    | 2 - 1       | AS Eckmühl         | Saint-Denis de Sig |
| 6  |      | US Laferrière                | 4 - 1       | JS Trois Marabouts |                    |
| 7  |      | USCC Témouchent              | 7 - 0       | JS Er-Rahel        |                    |
| 8  |      | GC Mascara                   | 7 - 1       | USM Témouchent     |                    |
| 9  |      | ES Mostaganem                | 6 - 0       | GC Bel-Abbès       | Bel-Abbès          |
| 10 |      | JSM Tlemcen                  | N.J         | AS Musulman        | Tlemcen            |
| 11 |      | ES Tlemcen                   | par forfait | RCM Relizane       | Tlemcen            |

### Quatrième tour
- le 7 novembre 1948 [10],[11]:

|                 | Date | Club             | Score | Club                         | Lieu    |
| --------------- | ---- | ---------------- | ----- | ---------------------------- | ------- |
| 1               |      | GC Saïda         | 3 - 2 | EM Oran                      |         |
| 2               |      | FC Oran          | 5 - 1 | JSM Tiaret                   |         |
| 3               |      | CDJ Oran         | 2 - 0 | GC Bel-Abbès                 |         |
| 4               |      | SC Bel-Abbès     | 3 - 1 | GC Mascara                   | Mascara |
| 5               |      | USM Bel Abbès    | 1 - 0 | SC Sigois                    |         |
| 6               |      | GC Oran          | 6 - 2 | US Laferrière                |         |
| 7               |      | AS Marine d'Oran | 2 - 0 | ES Tlemcen                   |         |
| 8               |      | USM Oran         | 2 - 1 | Saint-Louis Sportive Oranais |         |
| 9               |      | AS Musulman      | 2 - 1 | la Marsa                     |         |
| 10              |      | Perrégaux GS     | 3 - 1 | USFA Tlemcen                 |         |
| 11              |      | USCC Témouchent  | 6 - 1 | AGS Mascara                  |         |
| 12              |      | IS Mostaganem    | 1 - 1 | CAL Oran                     |         |
| Match rejoué le |      |                  |       |                              |         |
| -               |      | CAL Oran         | 2 - 1 | IS Mostaganem                |         |

### Cinquième tour
- le 28 novembre 1948 [12],[13]:

|   | Date        | Club             | Score | Club            | Lieu |
| - | ----------- | ---------------- | ----- | --------------- | ---- |
| 1 |             | SC Bel-Abbès     | 1 - 0 | FC Oran         |      |
| 2 |             | USM Oran         | 3 - 0 | USCC Témouchent |      |
| 3 |             | AS Marine d'Oran | 2 - 1 | USM Bel Abbès   |      |
| 4 |             | GC Saïda         | 1 - 0 | CDJ Oran        |      |
| 5 |             | AS Musulman      | 3 - 2 | GC Oran         |      |
| 6 | 19 décembre | CAL Oran         | 3 - 2 | Perrégaux GS    |      |

| Titulaires : |  |
| |  |
| (Maillot Blanc) 1. Morillas 2. Maillol 3. Rodriguez 4. Liminana 5. Becker 6. Becki 7. Gros 8. Lapeyrie 9. Calatayud 10. Schenké 11. Séva |  |

| Titulaires : |  |
| |  |
| (Maillot Vert) 1. Gracia 2. Maruenda 3. Maldonado 4. Véra 5. Lopez 6. Dragutini 7. Giménez 8. Polit 9. Corby 10. Larbi 11. Castro |  |

| Titulaires : |  |
| |  |
| (Maillot Blanc) 1. Morillas 2. Maillol 3. Rodriguez 4. Liminana 5. Becker 6. Becki 7. Gros 8. Lapeyrie 9. Calatayud 10. Schenké 11. Séva |  |

| Titulaires : |  |
| |  |
| (Maillot Vert) 1. Gracia 2. Maruenda 3. Maldonado 4. Véra 5. Lopez 6. Dragutini 7. Giménez 8. Polit 9. Corby 10. Larbi 11. Castro |  |

### Sixième tour
- le 19 décembre 1948 [14],[15]:

|                                 | Date            | Club             | Score | Club             | Lieu |
| ------------------------------- | --------------- | ---------------- | ----- | ---------------- | ---- |
| 1                               |                 | SC Bel-Abbès     | 3 - 1 | USM Oran         |      |
| 2                               |                 | AS Musulman      | 1 - 0 | CDJ Oran         |      |
| 3                               | 09 janvier 1949 | AS Marine d'Oran | 1 - 1 | CAL Oran         | Oran |
| Match rejoué le 20 janvier 1949 |                 |                  |       |                  |      |
| -                               |                 | CAL Oran         | 2 - 1 | AS Marine d'Oran | Oran |

| Titulaires : |  |
| |  |
| (Maillot Blanc) 1. Morillas 2. Rodriguez 3. Becker 4. François Maillol 5. Bekki 6. Liminana 7. Keller 8. Nidker 9. Klendman 10. Gilbert Lapeyrie 11. Calatayud |  |

| Titulaires : |  |
| |  |
| (Maillot Bleu) 1. Benaouda Arroumia 2. Kouider Bendjahène dit "Bendjahène I" 3. Mustapha Bendjahène dit "Bendjahène II" 4. Tahar 5. Kacem 6. Aoumeur Miloud 7. Hamani 8. Lakhdar Moussa 9. Rabah 10. Mohamed Benhamou dit "Fenoun" 11. Benaouda Boudjellal |  |
| Entraîneur : |  |
| Mohamed El-Andaloussi |  |

| Titulaires : |  |
| |  |
| (Maillot Blanc) 1. Morillas 2. Rodriguez 3. Becker 4. François Maillol 5. Bekki 6. Liminana 7. Keller 8. Nidker 9. Klendman 10. Gilbert Lapeyrie 11. Calatayud |  |

| Titulaires : |  |
| |  |
| (Maillot Bleu) 1. Benaouda Arroumia 2. Kouider Bendjahène dit "Bendjahène I" 3. Mustapha Bendjahène dit "Bendjahène II" 4. Tahar 5. Kacem 6. Aoumeur Miloud 7. Hamani 8. Lakhdar Moussa 9. Rabah 10. Mohamed Benhamou dit "Fenoun" 11. Benaouda Boudjellal |  |
| Entraîneur : |  |
| Mohamed El-Andaloussi |  |

| Titulaires : |  |
| |  |
| (Maillot Vert) 1. Baghdad Aboukébir 2. Benali Baba 3. Sadou 4. Hassan 5. Aziz 6. Hadj 7. Ghanem Soualmia 8. Asri 9. Saffa 10. Yahia 11. Hamida |  |

| Titulaires : |  |
| |  |
| (Maillot Bleu) 1. Gimenez 2. Lopez 3. Ripoli 4. Boudia 5. Covacho 6. Chouraqui 7. Antequerra 8. Florenson 9. Hadj 10. Sparza 11. Utwiler |  |

| Titulaires : |  |
| |  |
| (Maillot Vert) 1. Baghdad Aboukébir 2. Benali Baba 3. Sadou 4. Hassan 5. Aziz 6. Hadj 7. Ghanem Soualmia 8. Asri 9. Saffa 10. Yahia 11. Hamida |  |

| Titulaires : |  |
| |  |
| (Maillot Bleu) 1. Gimenez 2. Lopez 3. Ripoli 4. Boudia 5. Covacho 6. Chouraqui 7. Antequerra 8. Florenson 9. Hadj 10. Sparza 11. Utwiler |  |

| Titulaires : |  |
| |  |
| (Maillot) 1. Mataix 2. Canizarès 3. Lopez 4. Séverac 5. Fortès 6. Pujalt 7. Pamiès 8. Cuevas 9. Meyer 10. Gimenez 11. Garcia |  |

| Titulaires : |  |
| |  |
| (Maillot) 1. Soler 2. Ibanez 3. Caratini 4. Valverdé 5. Gomez 6. Georges Vivès 66e 7. Caravano 8. Durand 9. Planelles 10. Chibani 11. Martinez |  |

| Titulaires : |  |
| |  |
| (Maillot) 1. Mataix 2. Canizarès 3. Lopez 4. Séverac 5. Fortès 6. Pujalt 7. Pamiès 8. Cuevas 9. Meyer 10. Gimenez 11. Garcia |  |

| Titulaires : |  |
| |  |
| (Maillot) 1. Soler 2. Ibanez 3. Caratini 4. Valverdé 5. Gomez 6. Georges Vivès 66e 7. Caravano 8. Durand 9. Planelles 10. Chibani 11. Martinez |  |

## Parcours des finalistes

### Huitième de finale
- Joué le 9 février 1949[17],[18] :

|   | Date | Club                    | Score | Club         | Lieu |
| - | ---- | ----------------------- | ----- | ------------ | ---- |
| 1 |      | GS Alger                | 7-1   | ASF Tanger   |      |
| 2 |      | USM Bône                | 2-1   | CAL Oran     |      |
| 3 |      | Olympique d'Hussein-Dey | 2-1   | AS Musulman  |      |
| 4 |      | US Safi                 | 2-1   | CA Bizerte   |      |
| 5 |      | USA Casablanca          | 3-2   | USFM Sétif   |      |
| 6 |      | Olympique Tunisien      | 2-1   | SC Bel-Abbès |      |
| 7 |      | Wydad AC                | 3-1   | RS Alger     |      |
| 8 |      | CS Hammam Lif           | 2-0   | JS Djijel    |      |

### Finale
- Résultats du finale de la Coupe d'Afrique du Nord 1948-1949

La finale joués le 15 mai 1949.
| Date        | Vainqueur | Score | Finaliste      | Lieu                       |
| ----------- | --------- | ----- | -------------- | -------------------------- |
| 15 mai 1949 | Wydad AC  | 2 – 1 | USA Casablanca | Stade Philip, (Casablanca) |

| Titulaires : |  |
| |  |
| 1. Si Mohamed Rifki 2. Abdenbi Mestasi 3. Hassan "La Porte" 4. Kacem Kacemi 5. Farrouj 6. Affari 7. Hajjami 8. Driss Joumad 9. Abdesselem Ben Mohammed 10. Mohamed Chtouki 11. Ahmed Ac'houd |  |
| Entraîneur : |  |
| Père Jégo |  |

| Titulaires : |  |
| |  |
| 1. Driss 2. Mustapha 3. Galliana 4. Gautheron 5. M'jid 6. Pierre Recio 7. Croizier 8. Gallégo 9. Abderrahmane Mahjoub 10. Josephe Recio 11. Halioua |  |
| Entraîneur : |  |
| M. Lolitch |  |

| Titulaires : |  |
| |  |
| 1. Si Mohamed Rifki 2. Abdenbi Mestasi 3. Hassan "La Porte" 4. Kacem Kacemi 5. Farrouj 6. Affari 7. Hajjami 8. Driss Joumad 9. Abdesselem Ben Mohammed 10. Mohamed Chtouki 11. Ahmed Ac'houd |  |
| Entraîneur : |  |
| Père Jégo |  |

| Titulaires : |  |
| |  |
| 1. Driss 2. Mustapha 3. Galliana 4. Gautheron 5. M'jid 6. Pierre Recio 7. Croizier 8. Gallégo 9. Abderrahmane Mahjoub 10. Josephe Recio 11. Halioua |  |
| Entraîneur : |  |
| M. Lolitch |  |

| Coupe des coupes de l'ULNA Vainqueur 1948/1949 |
| ---------------------------------------------- |
| Wydad AC Premier titre                         |